# Lista rezervațiilor naturale din județul Satu Mare
Lista rezervațiilor naturale din județul Satu Mare cuprinde ariile protejate de interes național (rezervații naturale), aflate pe teritoriul administrativ al județului Satu Mare, declarate prin Legea Nr. 5 din 6 martie 2000 (privind aprobarea Planului de amenajare a teritoriului național - Secțiunea a III-a - arii protejate).

## Lista ariilor protejate
| Denumirea ariei protejate     | Cod       | Localizare                      | Categorie IUCN | Tip          | Suprafață (ha) | Observații (foto)          |
| ----------------------------- | --------- | ------------------------------- | -------------- | ------------ | -------------- | -------------------------- |
| Cursul inferior al Râului Tur | RONPA0697 | Călinești-Oaș, Turulung, Micula | IV             | mixt         | 43 6.212       |                            |
| Dunele de nisip Foieni        | RONPA0694 | Foieni                          | IV             | botanic      | 10             |                            |
| Heleșteele de la Moftinu Mic  | VI.26     | Moftinu Mic                     | IV             | avifaunistic | 125            | declarat prin HG 2151/2004 |
| Mlaștina Vermeș               | RONPA0696 | Sanislău                        | IV             | botanic      | 10             |                            |
| Pădurea de frasini Urziceni   | RONPA0693 | Urziceni                        | IV             | forestier    | 38             |                            |
| Pădurea cu pini Comja         | RONPA0601 | Racșa                           | IV             | forestier    | 0,50           |                            |
| Pădurea Runc                  | RONPA0698 | Borlești                        | IV             | forestier    | 68,50          |                            |
| Tinoavele din Munții Oaș      | RONPA0695 | Cămărzana                       | IV             | botanic      | 3,70           |                            |